# Gunung Rakutak
Gunung Rakutak är ett berg i Indonesien.   Det ligger i provinsen Jawa Barat, i den västra delen av landet, 140 km sydost om huvudstaden Jakarta. Toppen på Gunung Rakutak är 1 920 meter över havet, eller 341 meter över den omgivande terrängen. Bredden vid basen är 2,5 km.
Terrängen runt Gunung Rakutak är huvudsakligen kuperad, men västerut är den bergig.Runt Gunung Rakutak är det tätbefolkat, med 613 invånare per kvadratkilometer. Närmaste större samhälle är Paseh, 6,0 km nordost om Gunung Rakutak. I omgivningarna runt Gunung Rakutak växer i huvudsak städsegrön lövskog.